# Пантелеева, Яна Игоревна
Я́на И́горевна Пантеле́ева (род. 16 июня 1988) — российская легкоатлетка, специализировалась в многоборье. Выступала на профессиональном уровне в 2005—2014 годах, чемпионка России в семиборье, победительница и призёрка первенств всероссийского значения, участница чемпионатов Европы 2010 года в Барселоне и 2012 года в Хельсинки. Представляла Москву и Смоленскую область. Мастер спорта России международного класса.

## Биография
Яна Пантелеева родилась 16 июня 1988 года. Занималась лёгкой атлетикой под руководством тренеров В. А. Малолетневой, А. В. Малолетнева, С. В. Желанова.
Первого серьёзного успеха на международном уровне добилась в сезоне 2005 года, когда вошла в состав российской сборной и выступила на юношеском мировом первенстве в Марракеше — в зачёте юношеского семиборья завоевала серебряную награду, уступив только своей соотечественнице Татьяне Черновой.
В 2006 году на юниорском мировом первенстве в Пекине выиграла бронзовую медаль в семиборье.
В 2007 году на юниорском европейском первенстве в Хенгело досрочно снялась с соревнований.
В 2008 году на Кубке Европы по легкоатлетическим многоборьям в Хенгело стала пятой и второй в личном и командном зачётах соответственно. На чемпионате России в Челябинске получила серебро.
В 2009 году с личным рекордом в 4508 очков выиграла серебряную медаль в пятиборье на зимнем чемпионате России в Пензе, в семиборье заняла шестое место на молодёжном европейском первенстве в Каунасе.
На чемпионате России 2010 года в Чебоксарах превзошла всех соперниц в семиборье и завоевала золото. Благодаря этой победе удостоилась права защищать честь страны на чемпионате Европы в Барселоне — в программе семиборья набрала 6059 очков, расположившись в итоговом протоколе соревнований на 12-й строке.
В 2011 году в пятиборье взяла бронзу на зимнем чемпионате России в Пензе, показала 13-й результат на чемпионате Европы в помещении в Париже. На Кубке Европы в Торуне заняла девятое место в личном зачёте семиборья и тем самым помогла соотечественницам выиграть женский командный зачёт.
На чемпионате Европы 2012 года в Хельсинки снялась с соревнований досрочно.
В 2013 году на Кубке Европы в Таллине заняла итоговое 13-е место, стала серебряной призёркой общекомандного зачёта.
В 2014 году в пятиборье выиграла серебряную медаль на зимнем чемпионате России в Новочебоксарске. По окончании сезона завершила спортивную карьеру.
За выдающиеся спортивные достижения удостоена почётного звания «Мастер спорта России международного класса».